# Het Serpent

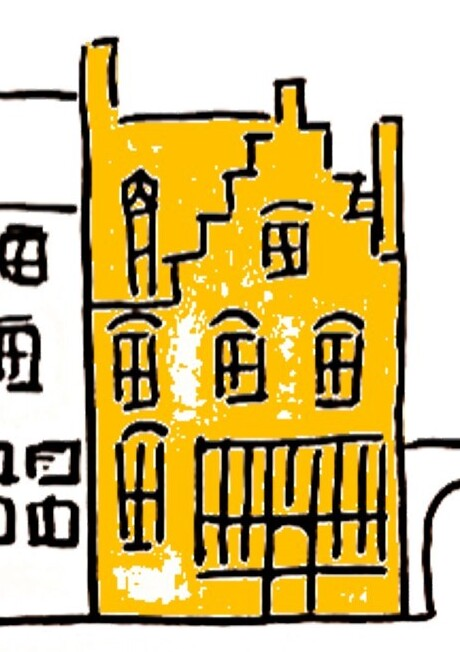
Voorgevel van het Serpent (reconstructie).

Het Serpent, later ook wel het groot Serpent en gulden Serpent genoemd, was een bouwwerk in de Papenhoek te Delft. Het lag aan de Oude Langendijk op de oostelijke hoek van de Molenpoort, nu de Jozefstraat. Het stond op de locatie waar thans het noordwestelijke bouwblok van de Maria van Jessekerk staat. Het Serpent was mogelijk het huis van Johannes Vermeer.

## Geschiedenis
Het hogere deel (het hoekhuis) van het pand was vermoedelijk na de grote stadsbrand van Delft in 1536 gebouwd. Het was niet ongewoon dat voorname huizen in Delft uit halverwege de zestiende eeuw een L-vorm hadden.

Het Serpent was achtereenvolgens in gebruik als moutmakerij (circa 1595) en herberg (in elk geval tot 1637).  In de eerste helft van de 17e eeuw had het een langerekt erf dat ver naar achteren liep, tot aan een dwarssteegje bij de achterzijde van een huis aan de Burgwal/Turfmarkt. Uit het haardstedengeld-register van 1638 is op te maken dat het pand 8 stookplaatsen had en dus een groot pand was. De lagere aanbouw (de grote zaal) is vermoedelijk in deze periode aangebouwd. Vanaf de jaren 1660 was het mogelijk het huis van Vermeer, de woning waar de schilder Johannes Vermeer vanaf zijn huwelijk tot aan zijn dood in 1675 woonde en werkte.

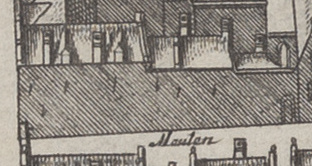
Westgevel het Serpent

Het was eind 17e eeuw een groot pand met een voorgevelbreedte van meer dan 7 meter. Het had een aanzienlijke diepte van ongeveer 28,8 meter, waardoor het een ruimtelijk gebouw was met veel beschikbare oppervlak. Tussen 1676 en 1733 is het achterste deel van het huis gesloopt voor de bouw van de jezuïtische schuilkerk (de Sint-Jozefkerk) aan de molenpoort. Blijkens de eerste kadastrale kaart uit 1832 was toen voor het huis een oppervlak van 6,70 meter bij 12-13 meter berekend.
Het Serpent werd omstreeks 1835 afgebroken voor de uitbreiding van de eerder genoemde kerk dat zich in het huizenblok had ontwikkeld. Deze kreeg een nieuwe brede neo-classicistische gevel aan de Oude Langendijk. Deze kerk werd na 1875 op haar beurt vervangen door een neogotisch kerkgebouw, thans de Maria van Jessekerk.